# Sorbus liljeforsii
Sorbus liljeforsii är en rosväxtart som beskrevs av T.C.G.Rich. Sorbus liljeforsii ingår i släktet oxlar, och familjen rosväxter. Inga underarter finns listade i Catalogue of Life.